# Gertraudenstraße
Die Gertraudenstraße im Berliner Ortsteil Mitte des gleichnamigen Bezirks verbindet über die (Neue) Gertraudenbrücke den Spittelmarkt mit der Spreeinsel und geht am Köllnischen Fischmarkt (heutige Kreuzung Breite Straße/Fischerinsel) in den über die Spree führenden Mühlendamm über. Als Teil der Bundesstraße 1 ist sie eine der wichtigsten Verkehrsmagistralen in der historischen Mitte Berlins und daher entsprechend frequentiert.

## Geschichte

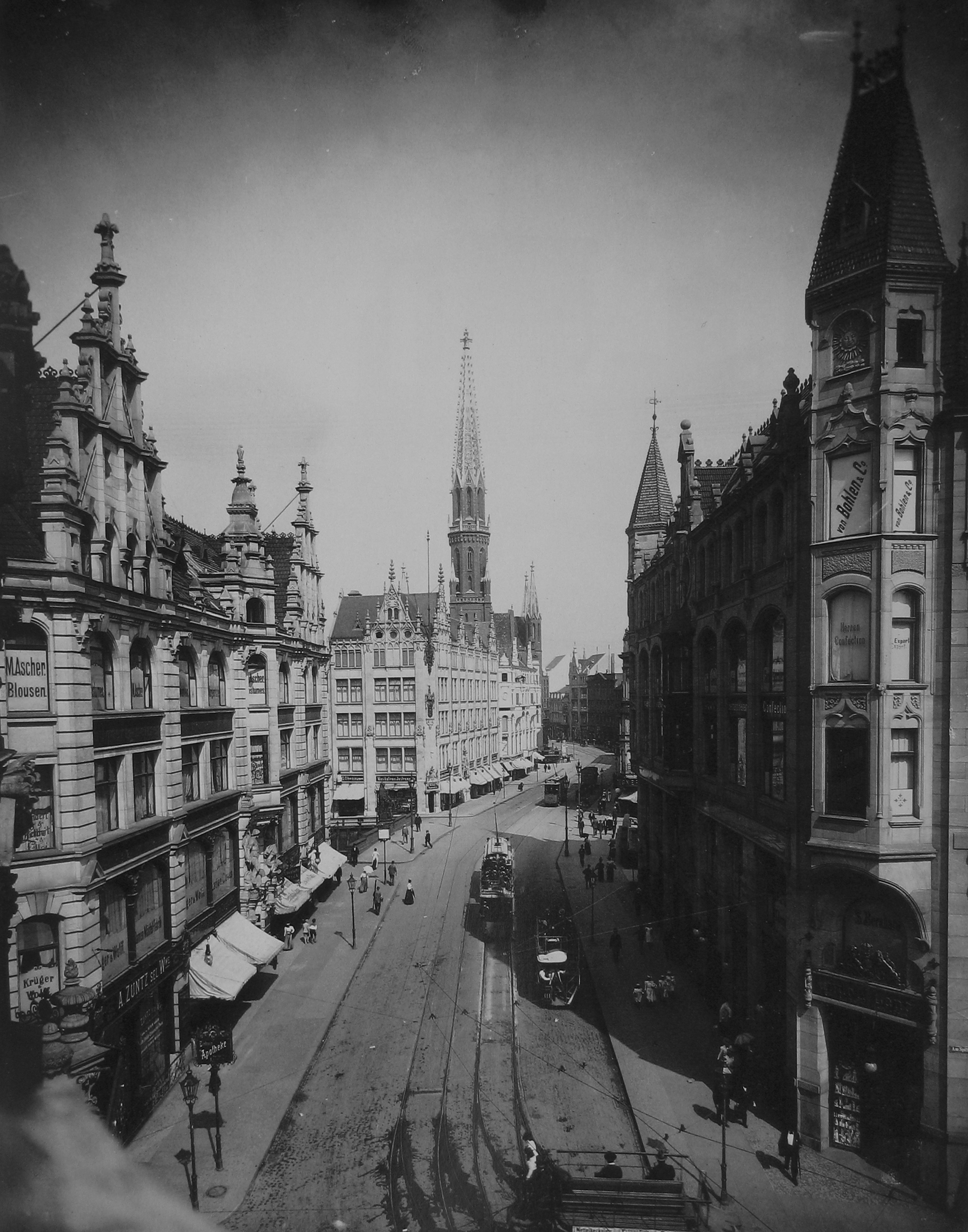
Blick Richtung Osten im Jahr 1901: Gertraudenstraße mit Gertraudenbrücke und Petrikirche vom Spittelmarkt aus gesehen

Die Gertraudenstraße – frühere Schreibweisen: Gertrautenstraße (1799) und Gertraudtenstraße – gehörte zum Zentrum des alten Cölln, genauso wie die nicht mehr existierenden bedeutenden Gebäude der damaligen Zeit. An der Südwestseite des Köllnischen Fischmarktes stand das alte Rathaus Cölln, das 1710–1723 durch einen Neubau auf der gegenüberliegenden Seite (Gertraudenstraße 1) ersetzt wurde. Dieses Bauwerk war am Ende des 19. Jahrhunderts der Stadtplanung im Wege und wurde abgerissen. Die Gertraudenstraße tangierte den zentral gelegenen Petriplatz mit der um 1200 als romanische Basilika errichteten und 1853 durch einen Neubau im neugotischen Stil ersetzten Petrikirche. Nach dem Zweiten Weltkrieg war von der Kirche nur eine Ruine übrig geblieben, die 1964 abgetragen wurde. Hier wird in Zukunft ein Archäologisches Besucherzentrum entstehen.
Die ursprüngliche Brücke über den hier 18 Meter breiten Spreearm war eine 1737 erbaute, mit Basaltlava verkleidete, Konstruktion für Fußgänger. Auch die 1895/1896 errichtete „alte“ Gertraudenbrücke dient inzwischen nur noch dem Fußgängerverkehr. In der nördlichen Brüstung steht auf hohem Sockel zur Erinnerung an das 1871 aufgegebene Gertraudenhospital am Spittelmarkt das Standbild der Heiligen Gertrud: Sie ist die Patronin der Reisenden, und in dem Standbild reicht sie einem Wanderer einen Trunk. 1977 wurde seitlich der alten Brücke eine schmucklose Autobrücke erbaut.
Um das Jahr 1800 waren die Häuser entgegengesetzt dem Uhrzeigersinn von 1 (an der Breiten Straße) bis 15 (an der Roßstraße) nummeriert. Sie hatte folgende Querstraßen: Breite Straße, Neue Kirchgasse, An der Gertrautenbrücke/An der Friedrichsgracht, Alte Grünstraße, Lappstraße, Roßstraße.
Schon 1840 hatte David Leib Levin in der Gertraudenstraße 11 eine Fabrik für Damenmäntel eröffnet. Er zählte zu den prominenten Mitbegründern der Berliner Konfektion. In der Gertraudenstraße verkehrten um 1900 erste elektrische Straßenbahnen. 1901 weihte James Cloppenburg das erste Peek & Cloppenburg-Haus (P&C) in der Nähe des am Spittelmarkt befindlichen Geschäftszentrums für Textilgewerbe, Konfektion und Färberei ein. Am Köllnischen Fischmarkt hatte der später berühmte Maler Eugen Bracht sein Wollgeschäft Eugen Bracht & Co.
Von 1973 bis 2000 war die Großgaststätte Ahornblatt an der Ecke Fischerinsel ein Blickfang an der Gertraudenstraße.

## Nutzungen
Das zweigeschossige Gebäude Gertraudenstraße 16, auch als Palais Splitgerber bezeichnet, stand zwischen 1735 und seinem Abriss im Jahr 1969. Zunächst Geschäftssitz des Bank- und Handelshauses Splitgerber & Daum, wurde es ab 1910 Sitz der Deutschen Girozentrale. Wegen starker Kriegsschäden und einer veränderten Straßenführung über die neue Gertraudenbrücke wurde es abgerissen.
Der Berliner Senat plant, die historische Mitte der Stadt in ihren Grundzügen wiederherzustellen (siehe: Planwerk). Die Gertraudenstraße soll auf ihre alte Breite reduziert und wieder über die historische Brücke geführt werden. Der ursprüngliche Straßenverlauf lässt sich an dem einzigen erhaltenen Gebäude an der „alten Gertraudenbrücke“ ablesen. Das 1898 fertiggestellte Wohn- und Geschäftshaus wurde nach Plänen von Max Jacob und Georg Roensch für Wilhelm Müller errichtet, der hier jahrzehntelang eine Goldwarengroßhandlung betrieb. Der neogotische Stil des Hauses war von den Architekten mit Bezug auf die Petrikirche gewählt worden. Im Jahr 2002 ließ der südbadische Unternehmer Karlheinz Hurle das Haus sanieren. In Anlehnung an seine historische Nutzung trägt es seitdem den Namen Juwel-Palais.

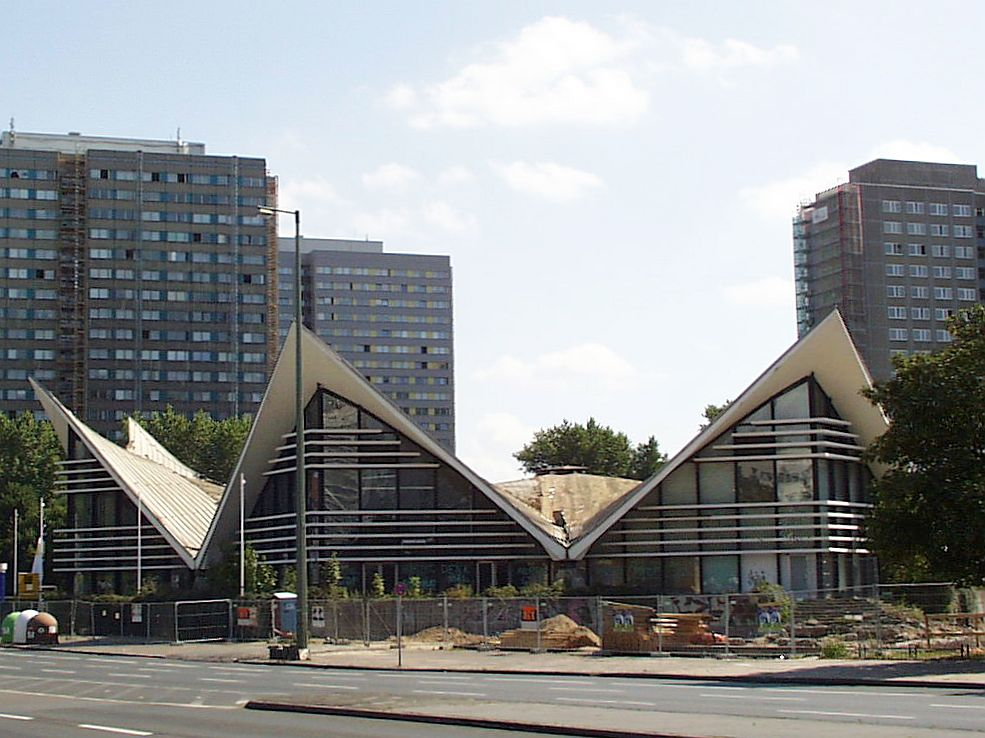
Großgaststätte Ahornblatt (2000, vor dem Abriss)
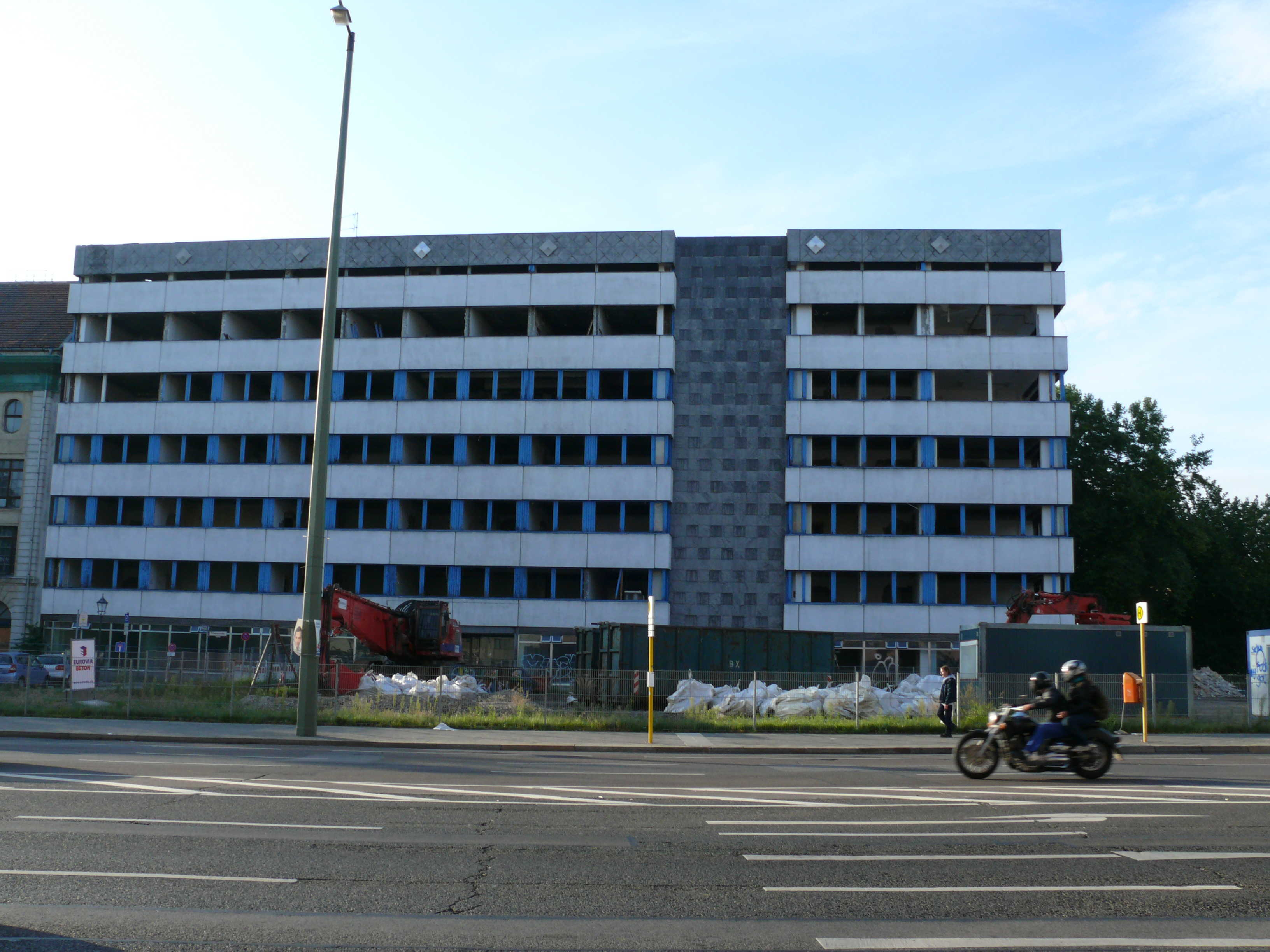
DDR Bauministerium, Breite Straße Ecke Gertraudenstraße
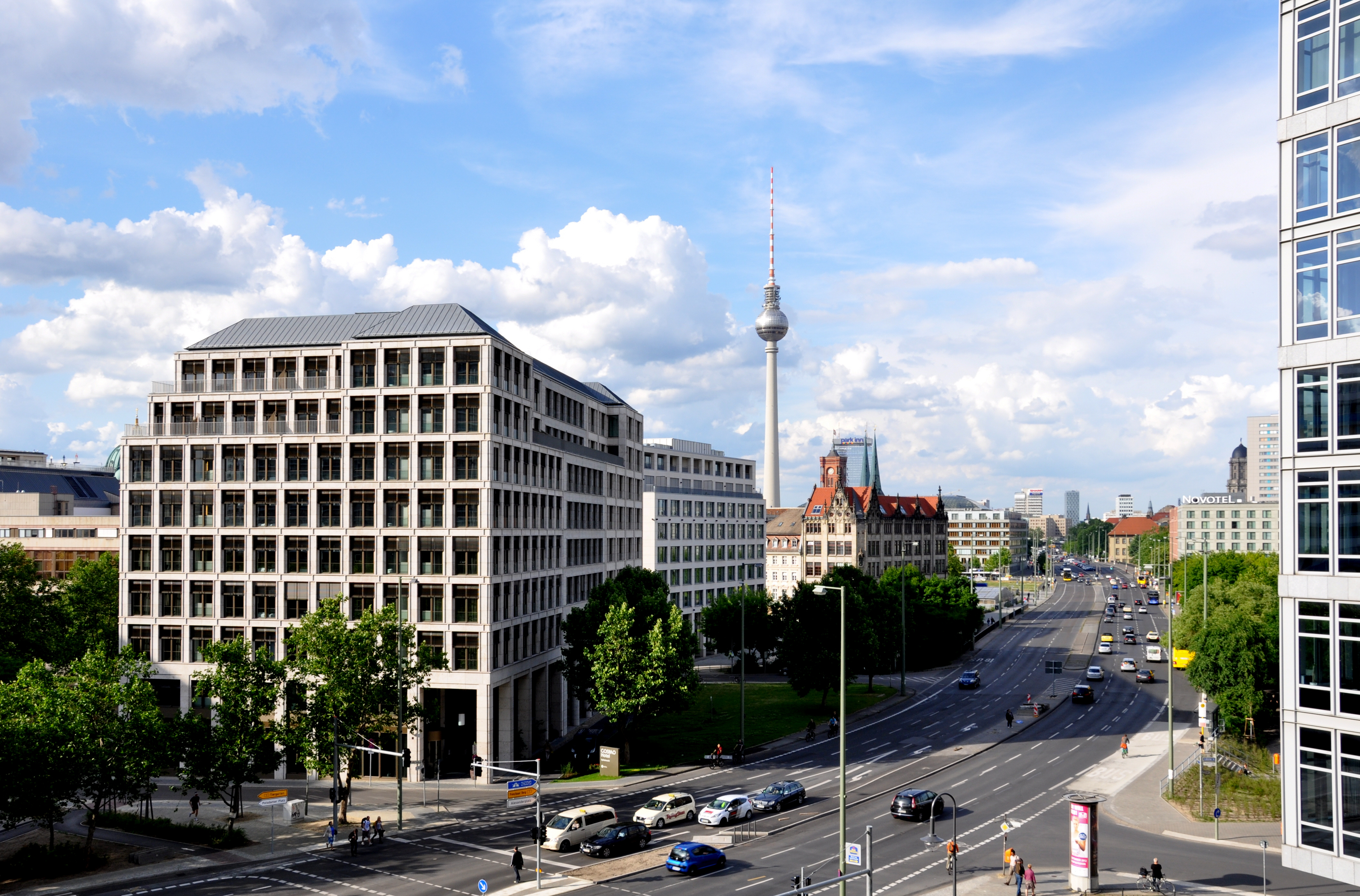
Spittelmarkt und Gertraudenstraße, 2012
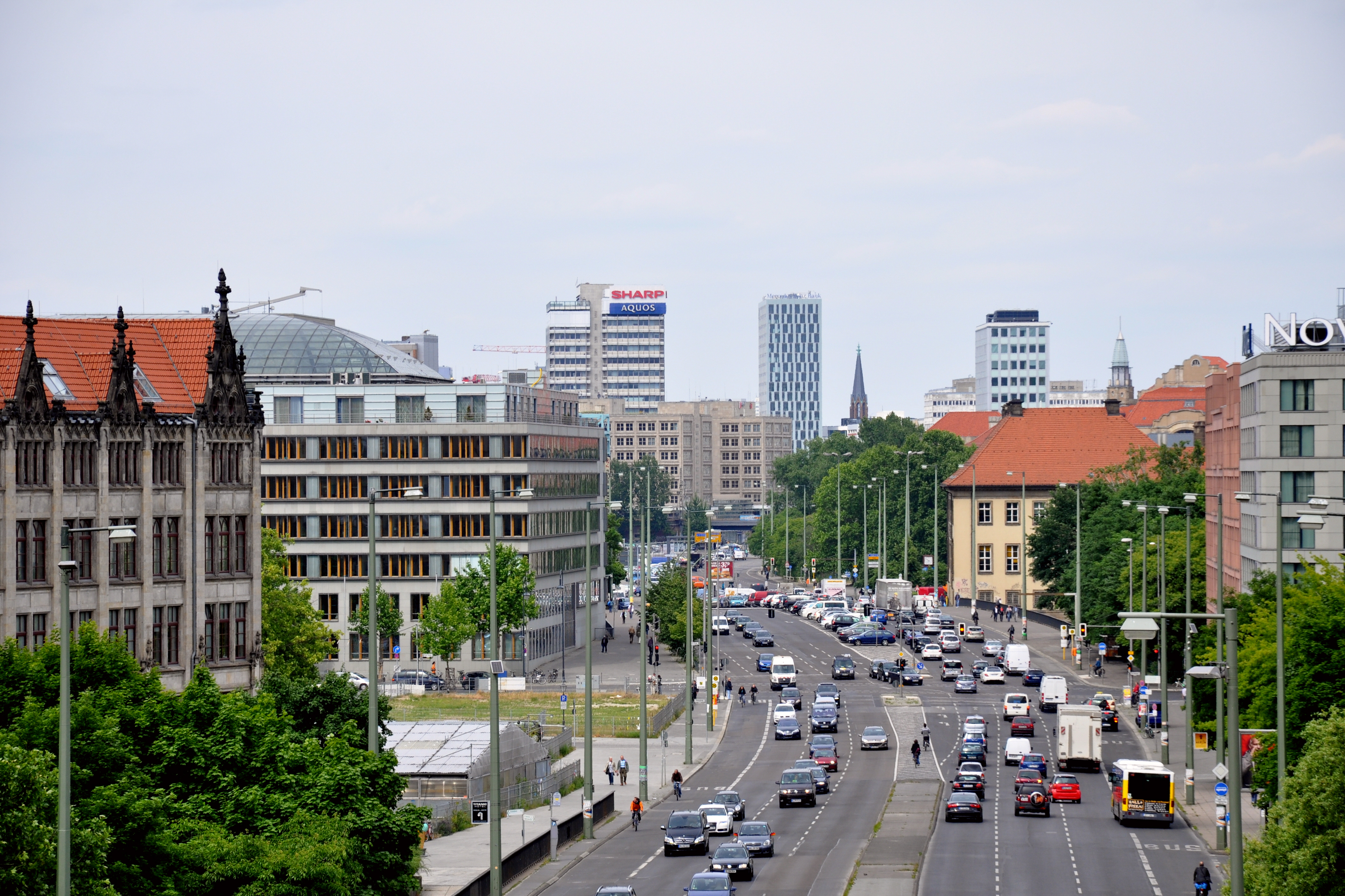
Blick in die Gertraudenstraße, links Juwel-Palais, 2012
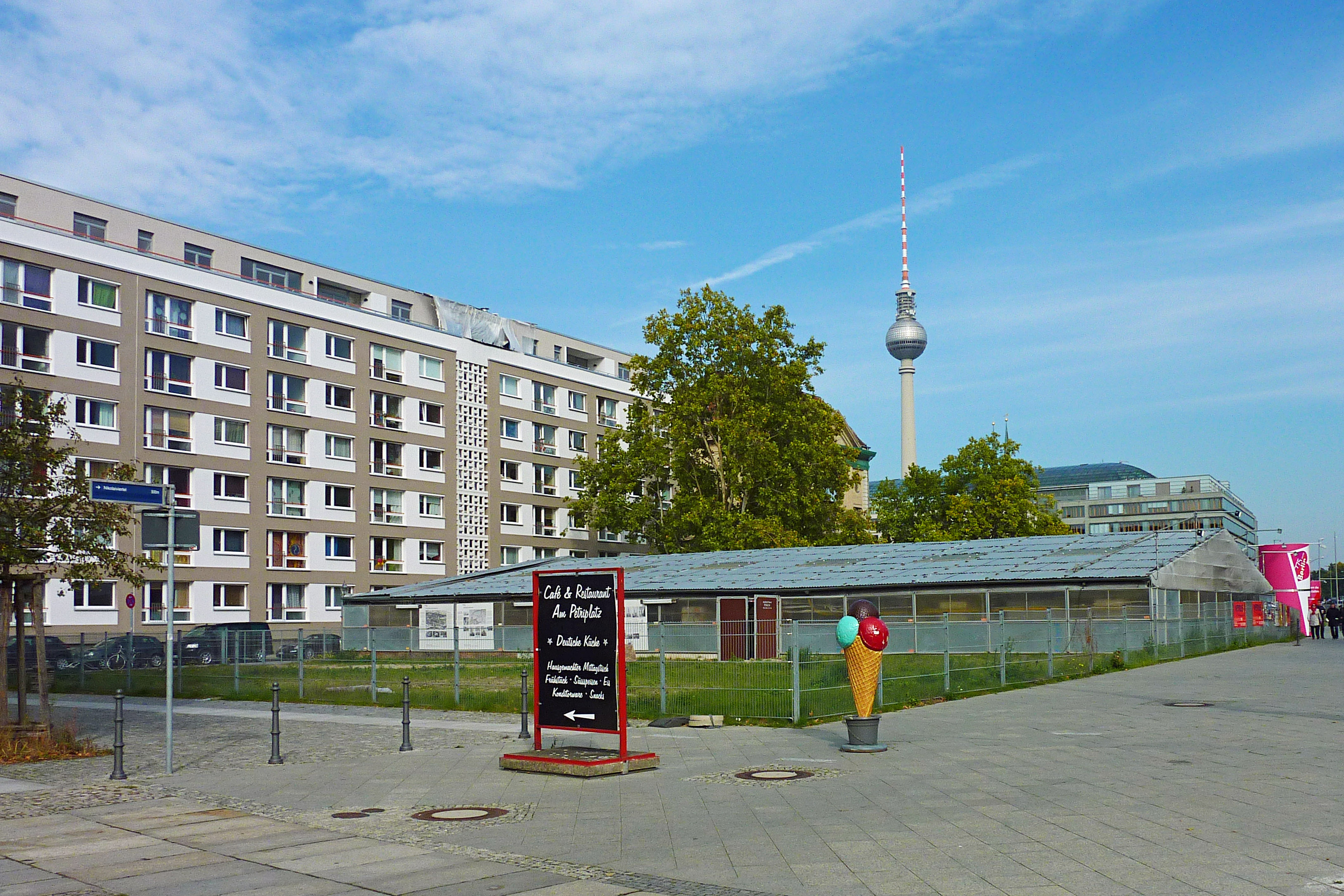
Ausgrabungen am Petriplatz, 2012